# Baltarga
Baltarga és una entitat de població del municipi cerdà de Bellver de Cerdanya, situada a 1080 metres sobre el nivell de la mar. El 2005 tenia 38 habitants.

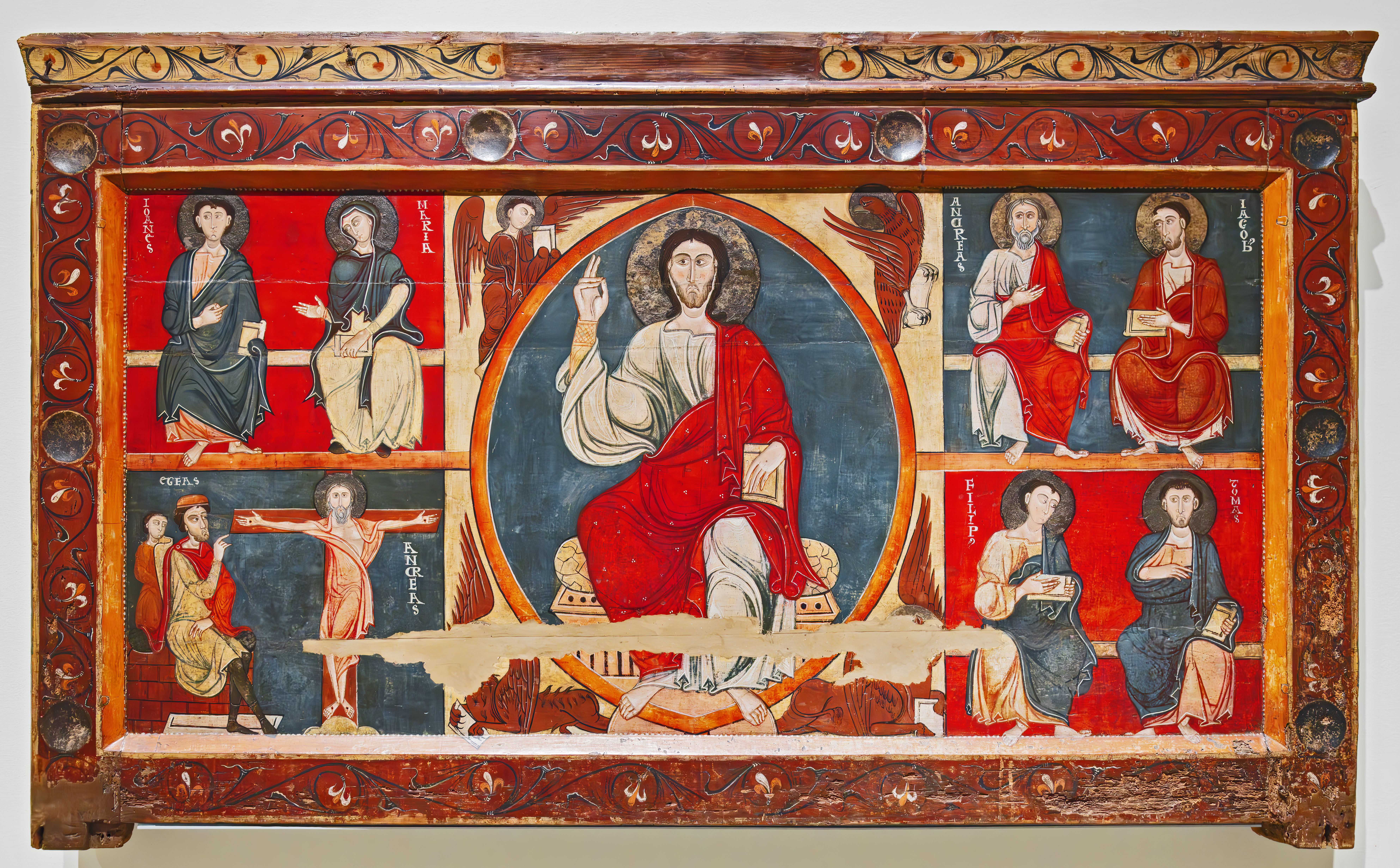
Frontal d'altar de Baltarga, conservat al MNAC.

La principal via de comunicació de Baltarga es la N-260R, que enllaça amb la LP-4033a cap a Bellver de Cerdanya i amb la C-16 cap al Túnel del Cadí, Berga i Barcelona.
La batalla de Baltarga fou un combat entre les host conjuntes catalanes i provençals i una host d'hongaresos que atacaren els comtats carolingis i hagueren de fugir després de ser derrotats pels musulmans a Làrida. L'església de Sant Andreu de Baltarga és esmentada com a possessió del monestir de Sant Miquel de Cuixà en un precepte del rei Lotari, de l'any 958.

## Llocs d'interès
- Església romànica de Sant Andreu de Baltarga, fundada l'any 890. Té un absis rodó.[1]